# Ponte Golden Gate
A Ponte Golden Gate Bridge (em português:  Ponte do Portão Dourado) é uma ponte localizada no estado da Califórnia, nos Estados Unidos, que liga a cidade de São Francisco até Sausalito, na região metropolitana de São Francisco, sobre o estreito de Golden Gate. A ponte é o principal cartão postal da cidade, uma das mais conhecidas construções dos Estados Unidos, e é considerada uma das Sete maravilhas do Mundo Moderno pela Sociedade Americana de Engenheiros Civis.
A ponte é descrita no guia de viagem de Frommer como "possivelmente a ponte mais bonita e certamente a mais fotografada do mundo". Na época de sua inauguração em 1937, era a ponte suspensa mais longa e mais alta do mundo, títulos que manteve até 1964 e 1998, respectivamente. Seu vão principal é de 4 200 pés (1 280 m) e sua altura total é de 746 pés (227 m). A ponte também é palco de mais de 1 500 suicídios.

## História

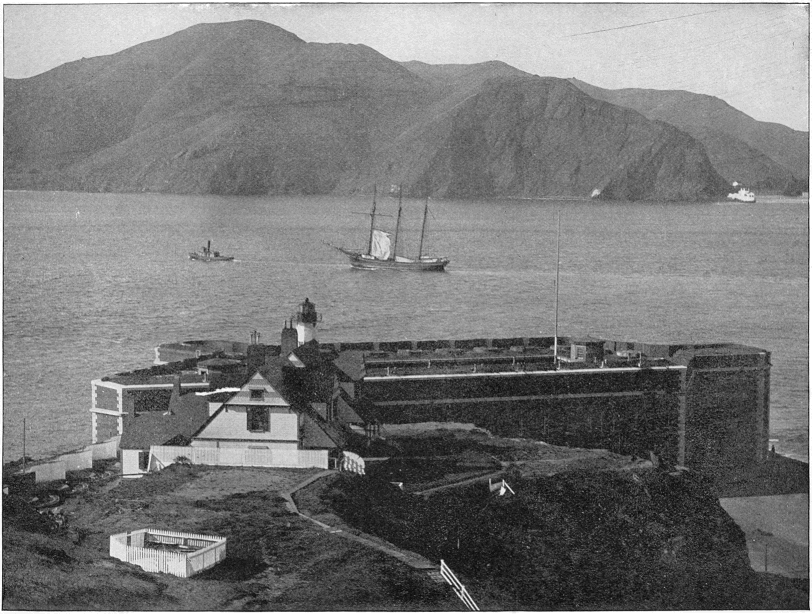
Golden Gate em 1891

No início do século XX, especialmente após o Terremoto de 1906, a cidade de São Francisco passou por um período de ascensão econômica e imediatamente surgiu a necessidade de conectá-la com as regiões vizinhas a fim de desenvolver a economia nas cidades ao redor da Baía de São Francisco.
A cidade de São Francisco é cercada por água por quase todos os lados, com exceção da porção de terra que a liga com a região maior, o que faz dela uma península. A necessidade de se conectar com as regiões vizinhas tomou a forma de uma estrutura rodoviária.
A ideia de uma ponte cruzando o Golden Gate surgiu pela primeira vez num artigo do jornalista James Wilkins em 1916. A ideia representava um grande desafio, já que o Golden Gate era conhecido pelos fortes ventos e correnteza e naquela época tal estrutura era considerada impossível de se construir.

### Construção
O nome da ponte foi escolhido em 1927, quando MM O'Shaughnessy, importante engenheiro de São Francisco mencionou a ponte como Golden Gate Bridge, referindo-se ao estreito. A dificílima tarefa de projetar tal estrutura ficou a cargo do engenheiro alemão Joseph Strauss. Embora não tivesse nenhuma experiência com pontes suspensas, o engenheiro Joseph Strauss fechou contrato com a prefeitura e projetou a ponte que começou a ser construída em janeiro de 1933 e concluída em 1937.

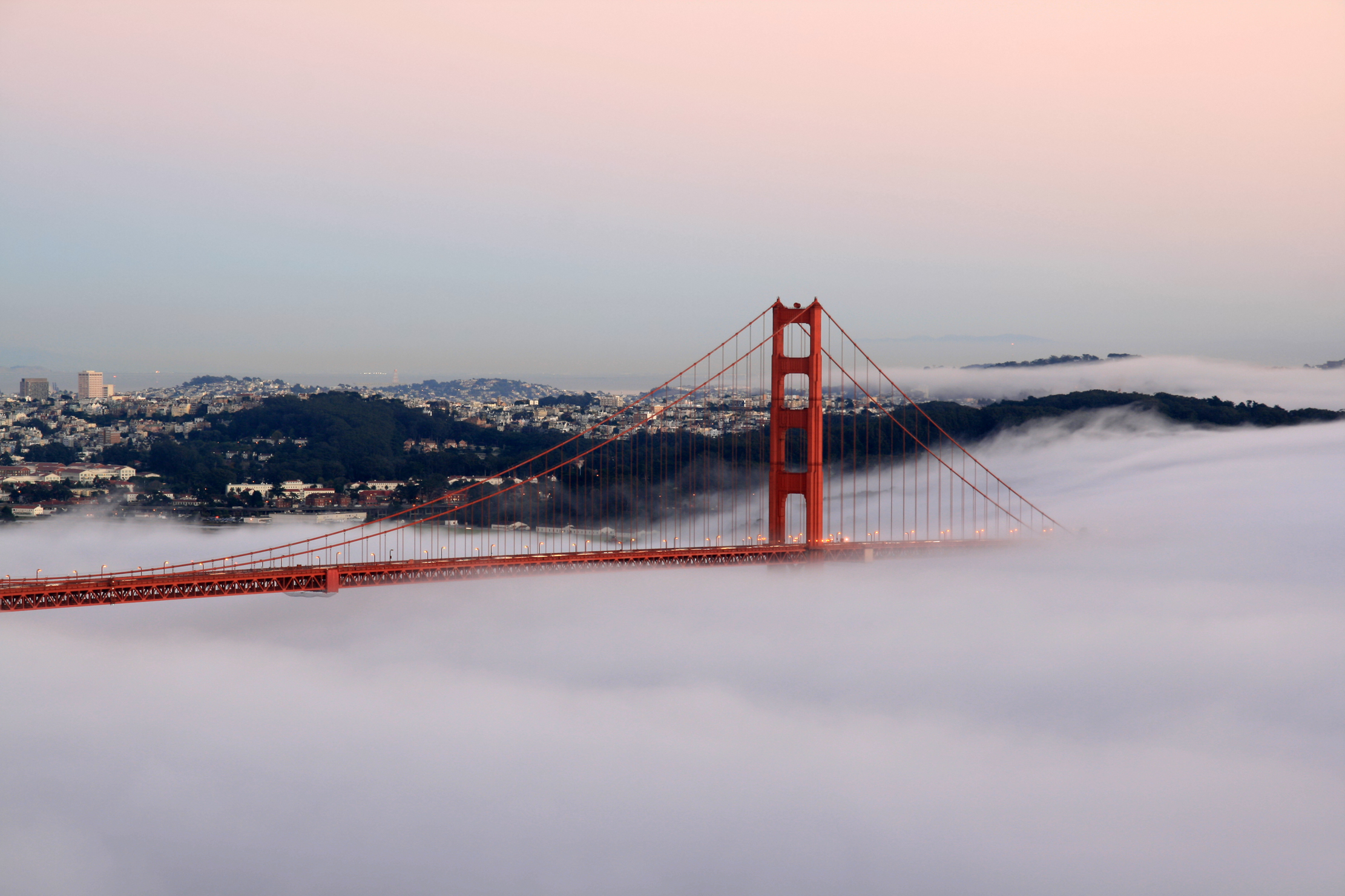
Nevoeiro na Golden Gate Bridge, algo muito comum em São Francisco

### Oposições
Apesar da necessidade da construção de uma ponte conectando São Francisco com o norte da Califórnia, Joseph Strauss enfrentou muitas críticas e oposições em relação ao projeto que ele desenvolveu. A primeira controvérsia vinha do próprio Departamento de Defesa, alegando que a construção da ponte iria dificultar o acesso de navios a Baía.

## Estrutura

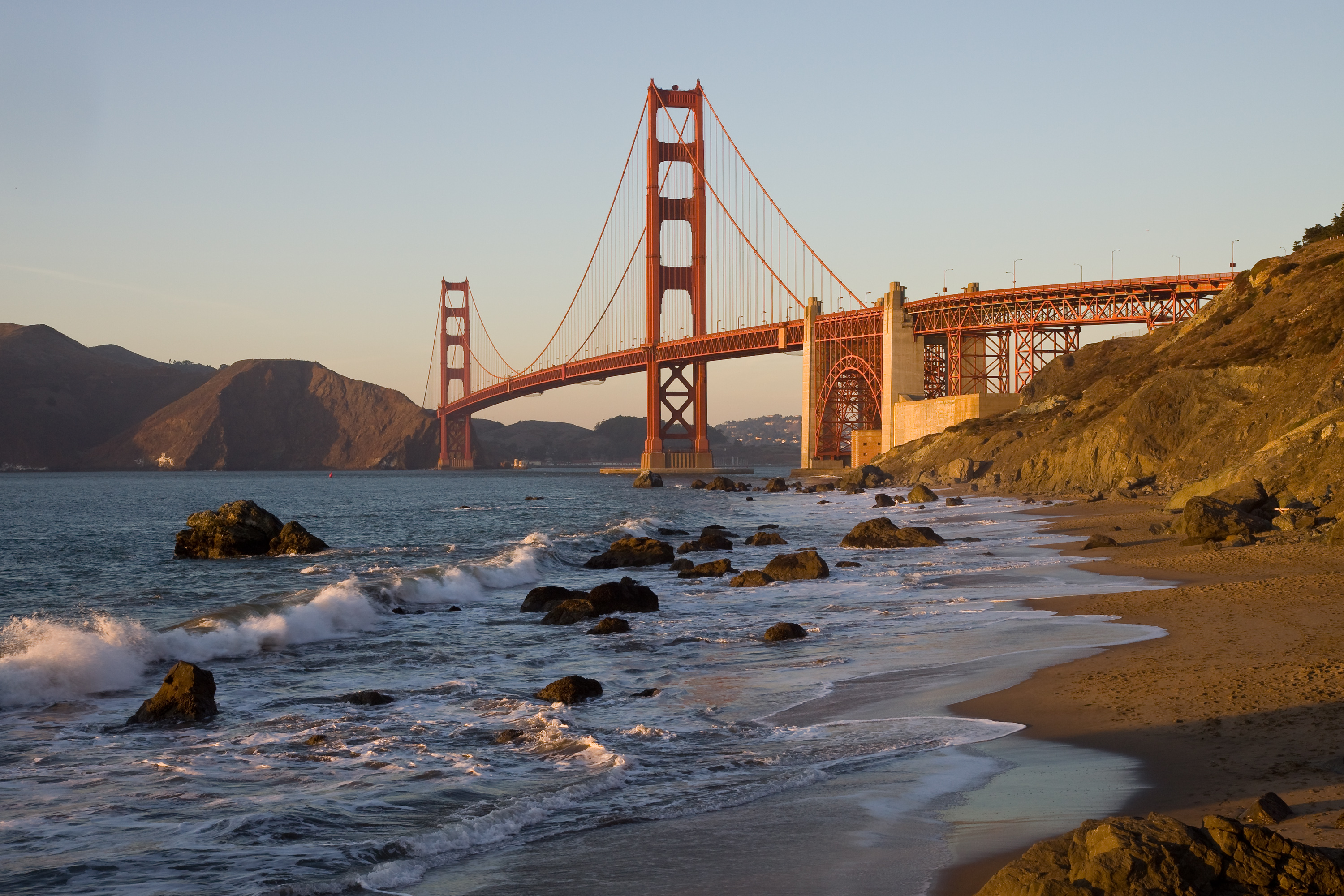
A ponte vista do Baker Beach

A Golden Gate Bridge é uma ponte pênsil. Com 2 737 metros de comprimento total, incluindo os acessos, e 1 966 metros de comprimento suspenso, sendo a distância entre as duas torres de 1 280 metros. Estas torres de suspensão, por sua vez, erguem-se a 227 metros acima do nível do mar, suportando os cabos que, nas pontes com esta arquitetura, suportam o tabuleiro suspenso. Isto significa que os dois cabos principais que a suportam têm de estar preparados para suportar todo o peso do tabuleiro e dos cabos que partem dos cabos principais. Cada um destes, por conseguinte, tem um diâmetro de 92 centímetros, sendo formado por 27 572 cabos menores.

## Strauss e a segurança de seus funcionários
Uma estrutura do porte da ponte Golden Gate era obviamente um trabalho muito perigoso para os trabalhadores, obrigados a trabalhar acima do vazio para realizar algumas partes da estrutura. Em média, na época, uma fatalidade era registrada a cada milhão de dólares gastos em um projeto dessa magnitude. Mas o engenheiro chefe da ponte, Joseph Strauss, dizia que cerca de vinte milhões de dólares gastos para a construção não deveriam ser sinônimo de vinte mortes entre seus funcionários. Centenas de milhares de dólares foram bem investidos para garantir a segurança dos trabalhadores.

### Dissuasão e prevenção
Desde o início da construção, Strauss se importou com a segurança de todos os trabalhadores, a quem foram impostos capacetes e cabos de segurança - para todos os empregados. O engenheiro Russell Cone ficou responsável por monitorar o cumprimento das regras de segurança entre os trabalhadores. Assim foi instruído a garantir que os funcionários estavam usando todos os seus equipamentos. 

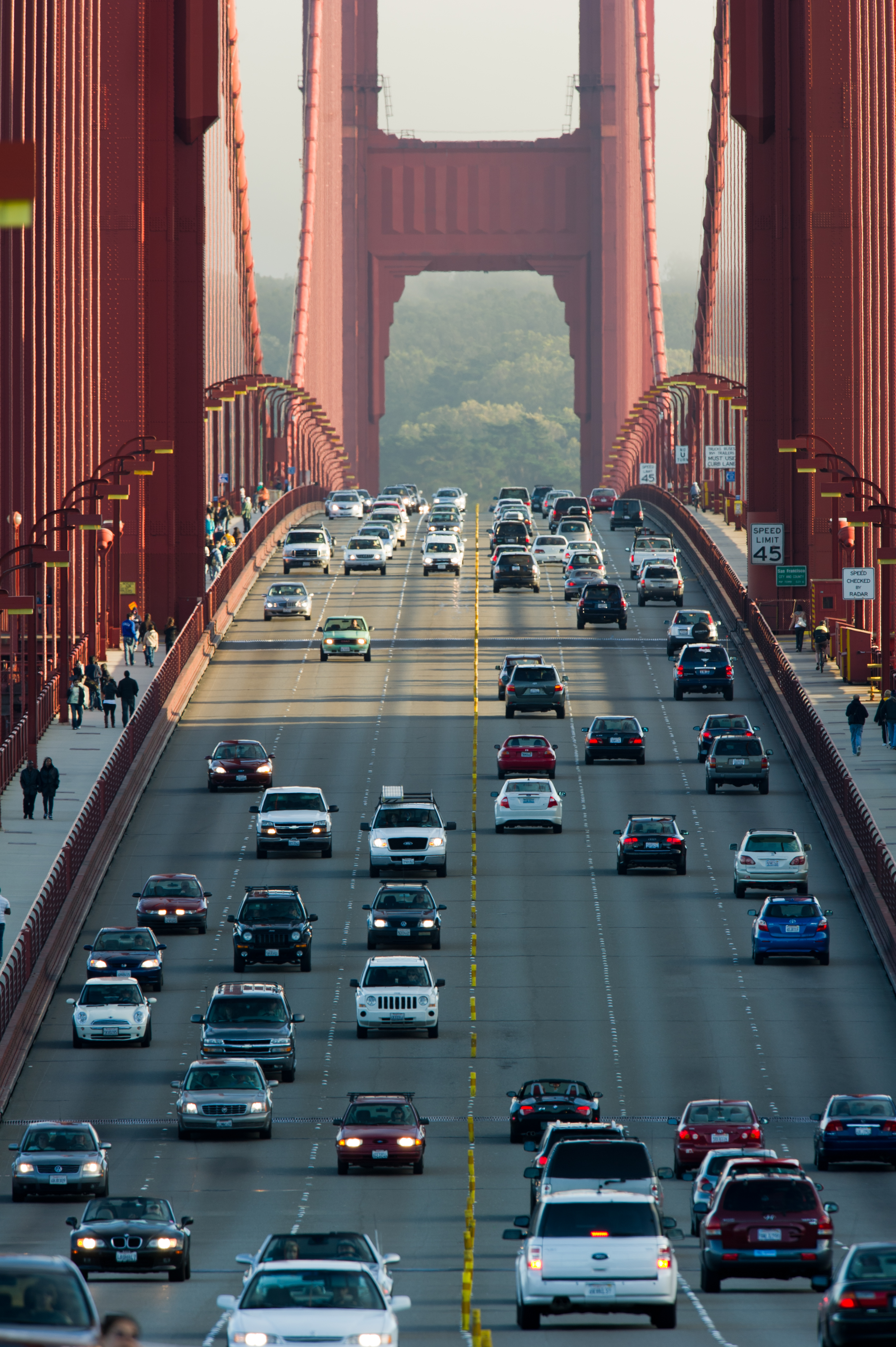
Vista do lado norte da Golden Gate Bridge. Podemos ver o tráfego na ponte

## Problemas

### Suicídios

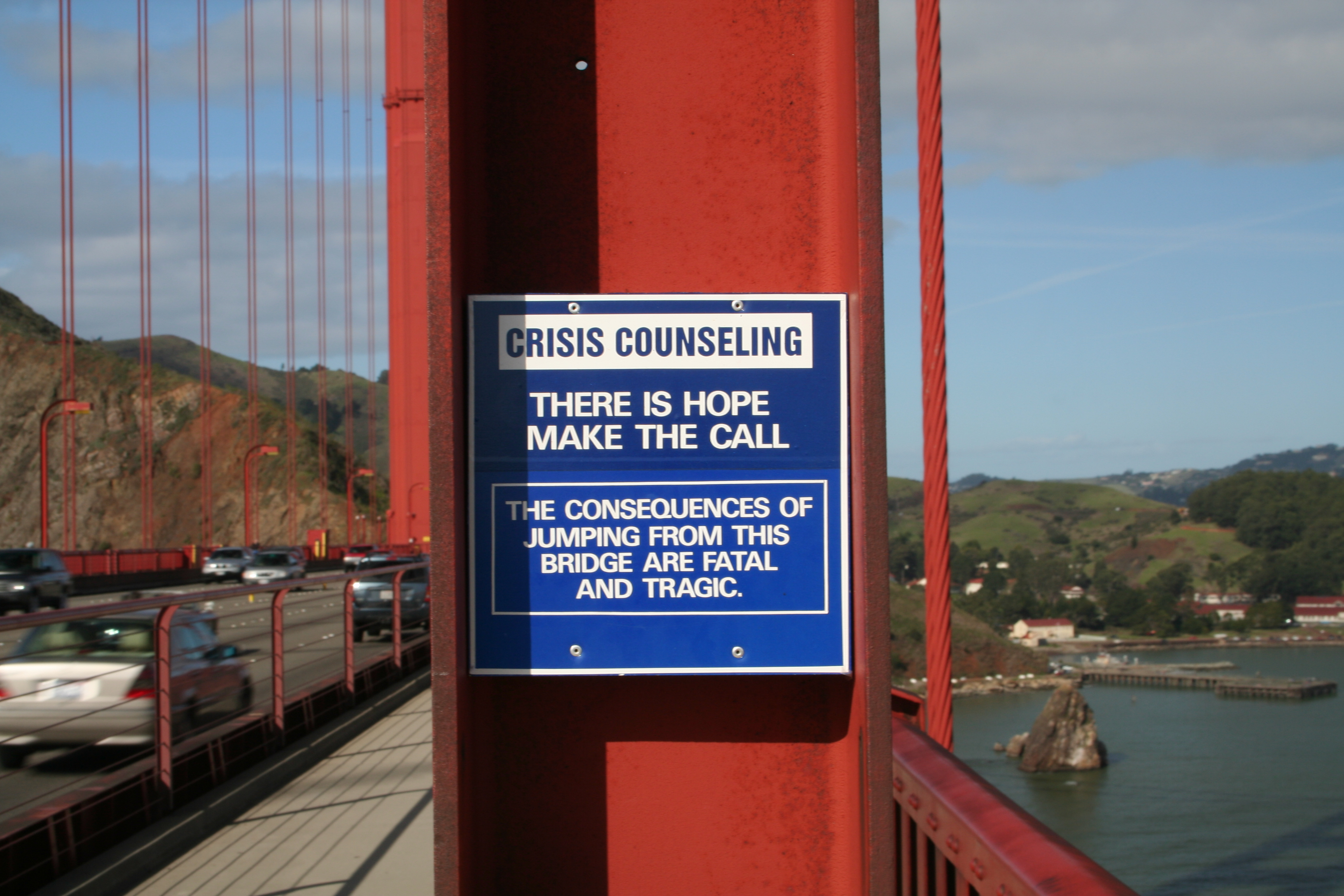
Uma mensagem da entidade responsável pela ponte que desaconselha o suicídio e oferece uma linha telefónica de apoio para as pessoas com problemas. Na placa está escrita (Aconselhamento de Crise) Há esperança / Faça a ligação. As consequências de pular da ponte são fatais e trágicas

A ponte é o local onde pessoas se suicidam. Uma contagem oficial pelo até então prefeito da cidade Edwin M. Lee no ano de 2014 foi feita, organizada por ordem de lâmpadas. A lâmpada mais próxima, dos 128 postes de iluminação da ponte, era a referência ao suicida. Quando foi terminada, em 2005, a contagem ultrapassava os 1 200 suicidas e passou a adicionar um suicida a cada duas semanas, de acordo com a média da estatística.
Em 2014, as autoridades de São Francisco decidiram instalar uma rede de anti-suicídio. A decisão de instalar a rede foi tomada após muitos anos de debate, com os opositores do projeto a considerarem que a opção irá estragar um dos principais cartazes turísticos de S. Francisco e que quem quiser suicidar-se o fará escolhendo outro ponto alto. No total, a instalação da rede está orçada em 77 milhões de dólares, cerca de 60 milhões de euros.

### Ventos
Desde que foi terminada, a ponte já foi interditada seis vezes por causa dos ventos (1932, 1951, 1982, 1996 e 2005).

## Pontes semelhantes
A Ponte 25 de Abril (anteriormente chamada de Ponte Salazar), que se situa em Lisboa, Portugal, é muito semelhante a esta ponte, dado possuir a mesma arquitetura de ponte suspensa e, também, a mesma cor.
A também conhecida Ponte Hercílio Luz em Florianópolis no Brasil também se assemelha à ponte de Golden Gate, porém teve sua construção iniciada antes, em 14 de novembro de 1922 e foi inaugurada a 13 de maio de 1926.